# Santiago Pedraz Gómez
Santiago Pedraz Gómez (Salamanca, 11 de juny de 1958) és un jutge espanyol de l'Audiència Nacional.

## Biografia
Primer dels set fills del periodista Santiago Pedraz Estévez, qui havia estat sotsdirector de l'Agència EFE. Part de la seva infància la va passar a Costa Rica, on el seu pare va treballar com a director del Diari de Costa Rica i també com a corresponsal. Està casat amb Paula Arenas, filòloga, escriptora i periodista espanyola.

## Carrera judicial
En la judicatura va passar per diverses destinacions (Villacarrillo, Almeria, Cabra, País Basc, etc.). Va ser Degà dels Jutjats de Sant Sebastià. El 1992 acudeix a Madrid com a lletrat en cap de l'àrea de formació del Consell General del Poder Judicial. Posteriorment seria titular de Jutjats penals, d'Instrucció, de Primera Instància i en la Sala penal de l'Audiència Provincial. Des de 2003 a 2005 va ser magistrat de la Sala penal de l'Audiència Nacional d'Espanya. A més de ser titular del Jutjat Central d'Instrucció 1 ha estat degà dels 20 Jutjats de l'Audiència Nacional des del 2008 fins al març del 2021. Des del novembre del 2020 s'ha fet càrrec del Jutjat Central d'Instrucció Cinc, sent a més Degà delegat dels Jutjats penals de l'Audiència Nacional.

### Trajectòria en l'Audiència Nacional
El 5 de maig de 2005 va passar a ser titular del Jutjat Central d'Instrucció número u de l'Audiència Nacional. Amb prou feines després de mes i mig d'exercici en el lloc començava a adquirir una notable repercussió mediàtica per la seva decisió de no processar al terrorista De Juana Chaos per articles d'opinió que va publicar en el diari basc Gara. La Sala penal va revocar l'acte ordenant el processament, si bé després De Juana va ser condemnat a una pena mínima en sentència del Tribunal Suprem, que no va ser unànime en existir vots discrepants entre els quals s'advocava per l'absolució. El maig de 2008 és triat Degà dels Jutges Centrals de l'Audiència Nacional (Instrucció, Penal, Contenciós-Administratiu, Menors i Vigilància Penitenciària), càrrec en el qual contínua en haver estat reelegit el juny de 2012. L'octubre de 2012, va acordar l'arxivament d'una causa iniciada en ocasió d'una gran manifestació davant el Congrés dels Diputats("Envolta el Congrés"), convocada per plataformes del moviment de "indignats", en entendre que no suposava cap delicte. Entre els motius per acordar l'arxiu va al·legar el dret fonamental de llibertat d'expressió, assenyalant que "cal convenir que no cal prohibir l'elogi o la defensa d'idees o doctrines, per més que aquestes s'allunyin o fins i tot posin en qüestió el marc constitucional, ni, menys encara, de prohibir l'expressió d'opinions subjectives sobre esdeveniments històrics o d'actualitat, màxima davant la convinguda decadència de la denominada classe política". Aquesta última frase va donar lloc a una àmplia polèmica en els mitjans de comunicació.

#### El cas Couso i el principi i fi de jurisdicció universal
Entre els casos dels quals ha estat instructor hi ha la mort ocorreguda el 2003 del fotògraf periodístic, José Couso, a Bagdad, ocorregut durant la Invasió de l'Iraq. Va donar curs a una comissió rogatòria als Estats Units per interrogar com a imputats els tres militars nord-americans responsables del carro de combat que va disparar contra l'Hotel Palestina. Va viatjar el gener de 2011 a Bagdad per fer una inspecció ocular a aquest efecte. Va decretar la cerca i captura dels militars esmentats, atesa la intervenció temps enrere del Govern espanyol, llavors liderat per José Luis Rodríguez Zapatero, de modificar la normativa legal que permetia a la judicatura espanyola la persecució d'aquest delicte internacionalment. Això va ser degut a les pressions del Govern de George W. Bush, la qual cosa es va descobrir més tard gràcies a les publicacions de Wikileaks. Finalment va haver de tancar el cas el 2015, davant una reforma operada pel Partit Popular el 2014 que va suprimir la jurisdicció internacional per crims de guerra, de manera que només serien perseguibles per al supòsit que els militars residissin a Espanya (“el flexo no es pot mantenir encès”).
El 2008 va imputar responsables polítics xinesos per la seva actuació al Tibet, però va haver d'arxivar el cas pel canvi legislatiu espanyol en matèria de jurisdicció universal. Va viatjar el 2006 a Guatemala amb la intenció d'interrogar els exdictadors Efraín Ríos Montt i Óscar Humberto Mejía Victores, així com altres cinc generals, per delictes de genocidi, terrorisme, assassinat, tortures i detencions il·legals.
El juliol de 2011, va admetre a tràmit una ampliació de la querella inicial per feminicidi, sent la primera querella a escala mundial admesa a aquest efecte.

### La guerra bruta contra Podem
En un informe remès per la Unitat d'Afers Interns del Cos Nacional de Policia a Santiago Pedraz, el govern del Partit Popular de Mariano Rajoy Brey va emprar els recursos de les clavegueres de l'Estat al servei del Ministeri de l'Interior per practicar la guerra bruta filtrar als mitjans de comunicació i desprestigiar davant l'opinió pública el partit polític. La brigada política del Ministeri de l'Interior va efectuar centenars de cerques d'almenys 55 dels 69 diputats del partit entre el 2015 i el 2016 per trobar qualsevol dada que pogués perjudicar o incriminar els representants de Podem.

#### Altres causes
Juntament amb Carlos Ollero i Alfonso Guevara, va ser autor el 2005 de la sentència a trenta-tres dirigents de Jarrai, Segi i Haika. Va portar altres causes complexes com l'estafa d'Afinsa (estafa piramidal per venda de segells) d'un import d'uns 2.000 milions d'euros, en què van resultar perjudicades unes 200.000 persones, amb implicacions al mercat mundial i especialment als EUA A la data actual han estat condemnats els responsables a penes de fins a 12 anys de presó. Igualment, ha conegut la causa contra els anteriors gestors i consell d'administració del Banc de València, per les irregularitats que van suposar la insolvència de l'entitat bancària. El Banc va haver intervingut el que ha suposat a l'Estat espanyol prop de 5.500 milions d'euros (any 2011-12). Ha conegut també de l'escàndol borsari de Gowex amb prop de 5000 inversors afectats. Més recentment va incoar una causa contra Mario Conde per delictes de blanqueig, contra la hisenda i organització criminal; però després la va arxivar en no deduir cap indici de delicte. El 2014 va investigar el cas del fill petit de Jordi Pujol, Oleguer Pujol, relacionat amb el Cas Pujol. Des de maig de 2019 va investigar el denominat Cas Morodo.
Va instruir el cas de Manos Limpias i Ausbanc: Miguel Bernad, cara visible, juntament amb altres de Manos Limpias (Col·lectiu de Funcionaris Públics Manos Limpias), així com a Luis Pineda i altres integrants d'Ausbanc (Operació Nelson). El 26 d'abril de 2016 va ordenar l'embargament preventiu de mig centenar de comptes, propietats, vehicles i empreses relacionades amb els responsables de Manos Limpias i Ausbanc, Miguel Bernad i Luis Pineda. La Sala Penal va dictar sentència condemnant els investigats a penes de presó.
Va investigar (2017) a l'àmbit de la Reial Federació Espanyola de Futbol (RFEF), Federacions Territorials i organismes vinculats a ells com la Fundació i la MUPRESFE, presumiblement amb coneixement i consentiment dels principals dirigents d'aquests organismes i amb la voluntat d'enriquir-se i/o afavorir l'enriquiment de tercers a costa del patrimoni d'aquestes associacions. Així es crearia un entramat que hauria permès la desviació de fons (tant públics com privats) de les esmentades associacions a societats vinculades, establint així mateix un clientelisme tant en la contractació del personal, que recauria fonamentalment en familiars, com en la presumpta adjudicació arbitrària de contractes de subministrament i prestació de serveis a empreses vinculades, bé directament o bé a través de familiars, i mitjançant l'obtenció de determinades contraprestacions per les dites adjudicacions, amb incompliment de les seves obligacions com a responsables dels fons federatius i aprofitant-se dels llocs que ostenten.
Actualment, coneix del denominat cas Gali, papers de Bárcenas per contractacions públiques, el cas del 3%..., i altres de terrorisme i organització criminal, tràfic de drogues i blanqueig de capitals a escala internacional, defraudacions i estafes a gran escala.